# John Zimmermann
John Zimmermann (* 1968 in Bruchsal) ist ein deutscher Offizier (Oberst) und Militärhistoriker am Zentrum für Militärgeschichte und Sozialwissenschaften der Bundeswehr.

## Leben
Zimmermann trat nach dem Abitur 1988 als Offizieranwärter in die Bundeswehr ein und absolvierte dort bis 1993 beim Fallschirmjägerbataillon 252 in Nagold eine Ausbildung zum Offizier des Heeres. Anschließend studierte er bis 1997 Geschichte und Sozialwissenschaften an der Universität der Bundeswehr Hamburg (M.A. 1996) mit anschließender Verwendung im Truppendienst, erneut bei der Fallschirmjägertruppe (Fallschirmpanzerabwehrbataillon 272 in Wildeshausen).
Zwischen 1998 und 2000 war er erstmals wissenschaftlicher Mitarbeiter am Militärgeschichtlichen Forschungsamt (MGFA) in Potsdam, bevor er anschließend bis 2007 als Dozent für Militärgeschichte an der Offizierschule der Luftwaffe (OSLw) in Fürstenfeldbruck eingesetzt war. Parallel dazu arbeitete er an seiner Dissertation und wurde 2006 bei Bernd Wegner an der Universität der Bundeswehr Hamburg mit der Arbeit Pflicht zum Untergang? Die deutsche militärische Kriegführung im Westen des Reiches 1944/45 zum Dr. phil. promoviert. Ab 2007 war er erneut wissenschaftlicher Mitarbeiter am MGFA, zudem seit 2008 Lehrbeauftragter an der Universität Potsdam für das Lehrgebiet Militärgeschichte / Kulturgeschichte der Gewalt. Zimmermann habilitierte sich 2011 bei Bernhard R. Kroener an der Philosophischen Fakultät der Universität Potsdam mit der Arbeit Ulrich de Maizière (1912–2006). General der Bonner Republik. Er erhielt daraufhin die Venia legendi für Neuere und Neueste Geschichte und wurde Privatdozent am Lehrstuhl für Militärgeschichte / Kulturgeschichte der Gewalt. 2013 wurde er zudem Redakteur der Militärgeschichtlichen Zeitschrift (MGZ).
2014 leitete er den Projektbereich Einsatzunterstützung am neu gegründeten Zentrum für Militärgeschichte und Sozialwissenschaften der Bundeswehr (ZMSBw) in Potsdam. 2014/15 war er Leiter der Neukonzeption des Militärhistorischen Museums Flugplatz Berlin-Gatow. 2016 übernahm er die Leitung des Projekts „Deutsche Militärgeschichte des 19. Jahrhunderts“ im Forschungsbereich „Militärgeschichte bis 1945“ am ZMSBw. Sein Forschungsschwerpunkt ist darüber hinaus die Geschichte der österreichischen Arbeiterbewegung.
Von 2018 bis 2019 war er Referent bei den Wissenschaftlichen Diensten des Deutschen Bundestages in Berlin im Fachbereich 2 (Auswärtiges, Völkerrecht, wirtschaftliche Zusammenarbeit und Entwicklung, Verteidigung, Menschenrechte und humanitäre Hilfe). Seit 2019 ist er als Leiter des Forschungsbereichs Deutsche Militärgeschichte bis 1945 zurück am Zentrum für Militärgeschichte und Sozialwissenschaften der Bundeswehr (ZMSBw).
Er ist Mitglied des Arbeitskreises Militärgeschichte, der Commission internationale d'histoire militaire und des Deutschen Komitees zur Geschichte des Zweiten Weltkrieges. Er veröffentlichte u. a. in folgenden Zeitschriften: Blätter für deutsche Landesgeschichte, Historische Zeitschrift, Jahrbücher für Geschichte Osteuropas und Mitteilungen des Instituts für Österreichische Geschichtsforschung.

## Schriften (Auswahl)
- „Von der Bluttat eines Unseligen“. Das Attentat Friedrich Adlers und seine Rezeption in der sozialdemokratischen Presse (= Studien zur Zeitgeschichte. Band 19). Verlag Dr. Kovač, Hamburg 2000, ISBN 3-8300-0043-X.
- hrsg. mit Jörg Hillmann: Kriegsende 1945 in Deutschland (= Beiträge zur Militärgeschichte. Band 55). Im Auftrag des Militärgeschichtlichen Forschungsamtes, Oldenbourg, München 2002, ISBN 3-486-56649-0.
- Pflicht zum Untergang. Die deutsche Kriegführung im Westen des Reiches 1944/45 (= Zeitalter der Weltkriege. Band 4), Schöningh, Paderborn 2009, ISBN 978-3-506-76783-7 (zugleich: Dissertation, Helmut-Schmidt-Universität, 2006).[1]
- hrsg. mit Rudolf J. Schlaffer: Wo bitte geht's zur Schlacht? Kurioses aus dem deutschen Militär. be.bra, Berlin 2009, ISBN 978-3-86124-630-5.
- Ulrich de Maizière. General der Bonner Republik. 1912 bis 2006 (= Sicherheitspolitik und Streitkräfte der Bundesrepublik Deutschland. Band 12). Oldenbourg, München 2012, ISBN 978-3-486-71300-8 (zugleich: Habilitationsschrift, Universität Potsdam, 2011).[2]
- hrsg. mit Ulrike Ludwig, Markus Pöhlmann: Ehre und Pflichterfüllung als Codes militärischer Tugenden (= Krieg in der Geschichte. Band 69). Schöningh, Paderborn 2014, ISBN 978-3-506-77312-8.
- mit Michael Epkenhans: Die Wehrmacht – Krieg und Verbrechen. Reclam, Ditzingen 2019, ISBN 978-3-15-011238-0.

## Interview
- Der Tag, an dem Hitler starb. In: Kulturmagazin von dctp: News & Stories (Sat.1), Dauer: 49 Minuten (Video).